# 北海公园
北海公园位于中華人民共和国北京市城区的中偏北部，故宫和景山的西北侧，始建于宋辽金时代，是世界上现存建园时间最早的皇家宫苑。北海的布局以琼华岛为主体，在岛的顶端建有标志性建筑永安寺白塔，与南岸的团城、北岸的宫苑群遥相呼应，相互借景，构成园林的南北中轴线。

## 历史沿革

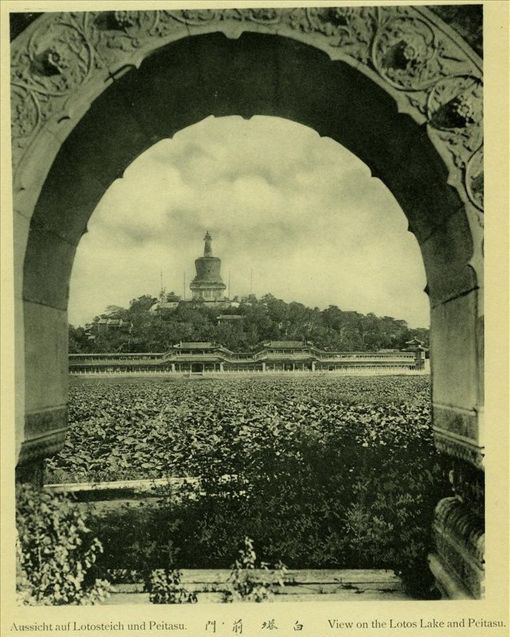
1900年的琼华岛

北海先后历经辽、金、元、明、清五朝的兴建，历史悠久且重建时承袭较多。它始建于辽代，当时位于辽南京城的东北郊外，附近风景秀丽，于是统治者便疏浚水系，仿照蓬莱仙境建造了瑶屿行宫。金大定十九年（1179年）起，在瑶屿行宫的基础上叠石造山，修建了广寒殿，同时将湖泊称为“西华潭”，瑶屿改名为“琼华岛”，将整座离宫命名为“大宁宫”（后来又改称“万宁宫”）。
元代以琼华岛为中心规划了大都城，忽必烈在中统三年（1262年）、至元四年（1267年）和至正八年（1348年）三次扩建琼华岛，构成了“一池三山”的蓬莱仙境格局. 在旧殿基础上兴建了重檐圆顶的仪天殿，岛的四周也围起了石墙，叫圆城，就是如今的团城。将山命名为“万寿山”（或“万岁山”），北海命名为“太液池”。这样，琼岛是“蓬莱”，团城就是“瀛洲”，所以仪天殿也叫“瀛洲圆殿”。同时，还在太液池的东岸修建了大内皇宫，在西岸建造了隆福宫和兴圣宫，构成一座巨大的宫苑——“上苑”。
明成祖朱棣永乐十八年（1420年），明王朝定都北京后，在太液池以东建造了皇宫紫禁城，并向南拓展水系，形成中海、南海，与北海一起合称“西苑”，划入皇城的范围。万历七年（1579年），广寒殿倒塌，此后一直没有修复，直到清代顺治八年（1651年），才应喇嘛所请，在广寒殿旧址上兴建了白塔，并将岛南部的宫殿改建为永安寺。清代乾隆六年（1741年）起，北海开始了长达三十年的扩建，除了在琼华岛的四面广建庭轩楼榭外，还在太液池的北岸和东岸增加了许多建筑群，形成今日的格局。
清代末光绪十一年（1885年），慈禧太后私自动用海军军费增修过北海。1900年八国联军攻占北京时，对北海有过较大的破坏，两年后进行了重建。
中华民国时期，按《清皇室优待条例》，北海先是成为溥仪的私家财产，民国四年（1915年）北海辟为公园，民国十一年（1922年）正式对外开放。
中华人民共和国于1949年成立后，中南海成为了中央人民政府的驻地，北海作为公园开放。1961年，北海及团城被中华人民共和国国务院公布为第一批全国重点文物保护单位之一。1971年至1977年，北海公园因被五一九工程北京分指挥部作为施工基地占用而关闭，禁止游人入内。1978年3月1日，经党中央同意，北海公园重新对公众开放。1996年，北海被列入联合国教育科学文化组织世界文化遗产后备名录#124。

## 景致特色
北海全园占地约70公顷，其中水域占据了一半以上的面积。太池中有琼华、团城和犀山台三岛，分别象征着蓬莱、瀛洲和方丈，体现了对蓬莱仙境的追求。是一座纯粹的人工园林，布局以水为主体，在太液池中布置岛屿，用桥和岸边相连。太液池的池水原经金水河直接引自玉泉山，明代起取自积水潭。池中有琼华、团城和犀山台三岛，分别象征着蓬莱、瀛洲和方丈，体现了对蓬莱意境的追求。它的建筑风格受到一些江南园林的影响，但总体上仍然保持了北方园林持重端庄的特点。园内宗教色彩十分浓厚，不仅琼华岛上有永安寺，在北岸和东岸还有阐福寺、西天梵境、小西天、龙王庙、先蚕坛等佛教、道教建筑，因此是一座集宫室、宅第、寺庙、园林于一体的宏大帝王宫苑。

### 琼华岛

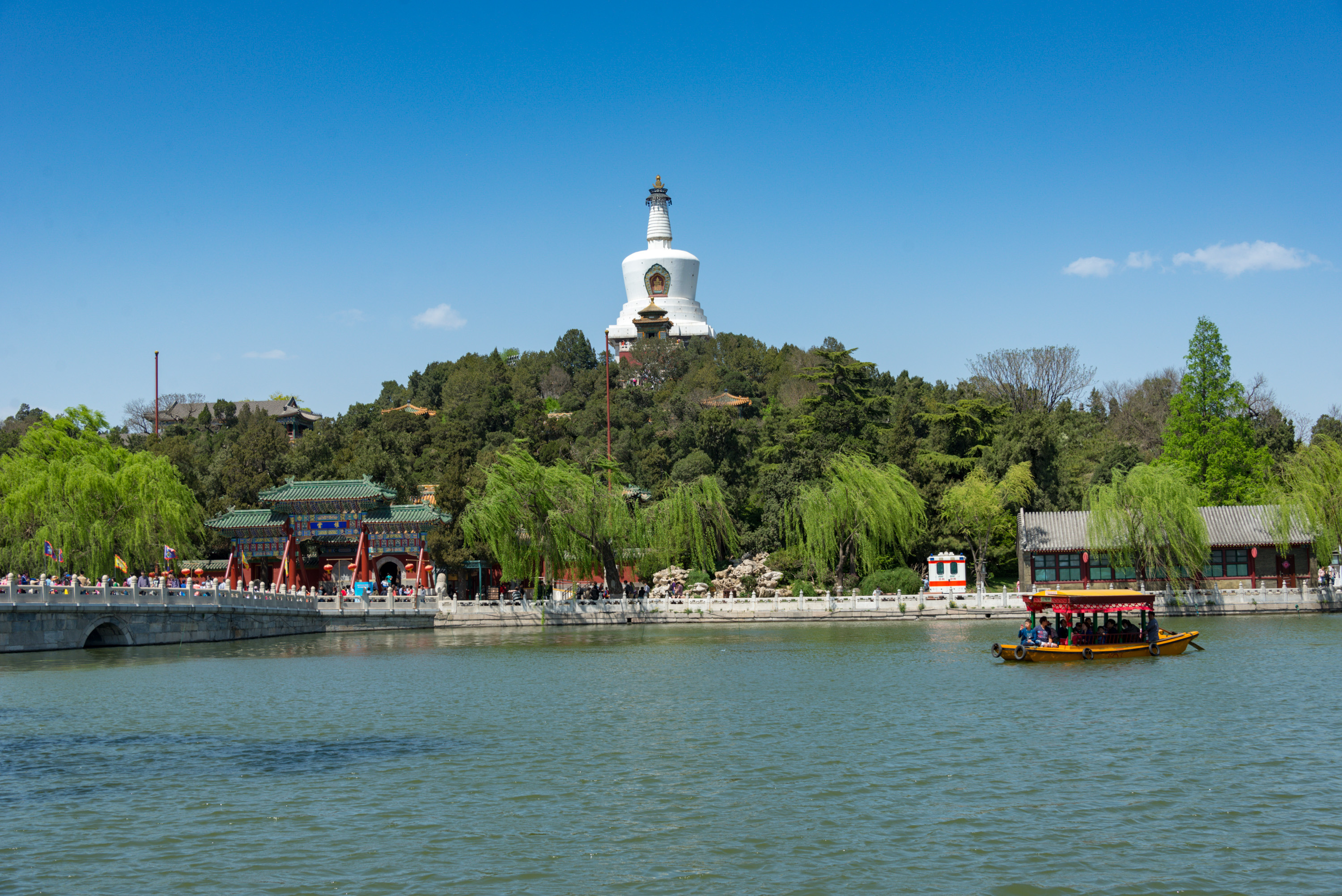
琼华岛

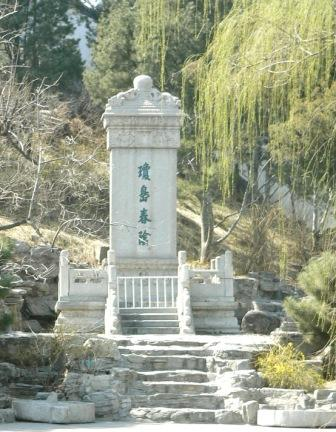
琼岛春荫碑

琼华岛位于北海的中偏南部，太液池中，是整座园林的核心。金代称琼华岛，元代曾一度改名为万寿山。“燕京八景”之一的“琼岛春荫”指的就是湖心的琼华岛。琼化岛上的白塔也成为北海形象的代表。著名儿童歌曲《让我们荡起双桨》中的歌词“让我们荡起双桨，小船儿推开波浪，水面倒映着美丽的白塔，四周环绕着绿树红墙”描绘的正是泛舟太液池的景致。岛上建筑均依山而建，高低错落有致，大体可分为东南西北四个部分。
琼华岛的西坡山腰有琳光殿、甘露殿、水精域、蟠青室等组成的建筑群。其北侧的阅古楼是座皇家藏书楼，平面呈半月形，共有两层，上下共25间，左右合抱，内有螺旋楼梯。在楼内墙壁上镶嵌了《三希堂法帖》刻石495方，囊括魏晋以来134位书法家的墨迹精华，其中王羲之《快雪时晴帖》、王献之《中秋帖》、王珣《伯远帖》等三件墨宝都堪称稀世奇珍，被乾隆帝誉为“三稀”。
山的北坡分为山麓和临水两部分。山麓建筑有抱冲室、一壶天地、酣古堂、盘岚精舍、得胜楼等。在山坡下，是临水而建的漪澜堂、道宁斋、碧照楼、远帆阁等一组亭台楼榭，风格参照了镇江的金山寺。其两侧有长300米的半圆形双层长廊，东西分别连接倚晴楼和分水阁，与太液池北岸的五龙亭、西天梵境等建筑隔水相望，交相辉映。在西北侧的山坡上还有乾隆时建造的仙人承露盘，是雕刻在蟠龙石柱上的一尊以双手承托露盘的仙人像，总高5.5米。
山的东坡建筑不多，有智珠殿、半月城和见春亭等。这一片林木成荫，怪石嶙峋，崖洞深邃，景色幽静。“燕京八景”之一的“琼岛春荫”就是指此，至今林荫内还保留着一块乾隆帝题诗的“琼岛春荫”幢形碑。

#### 永安寺白塔

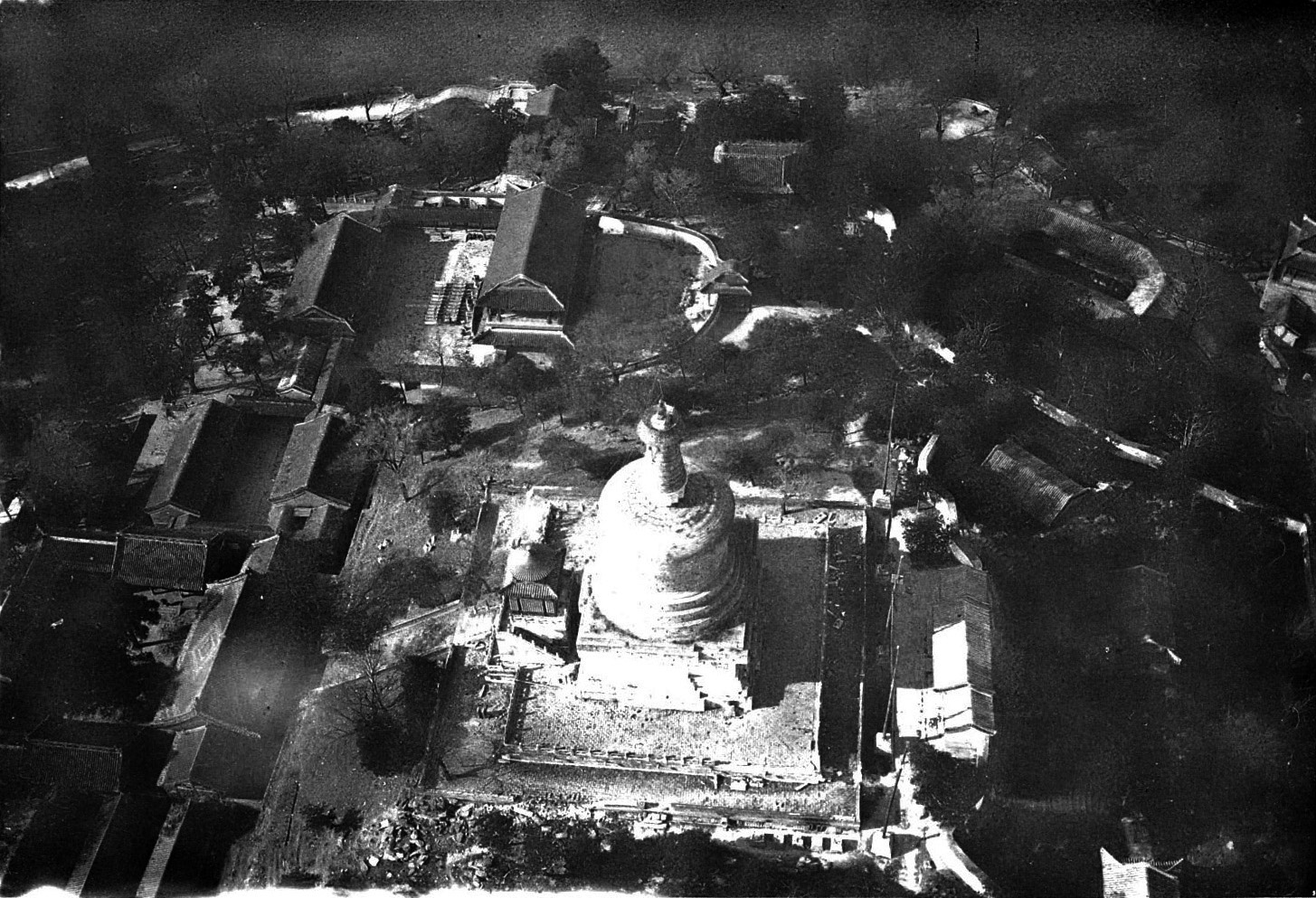
法军拍摄的航拍照片（1900年-01年）。

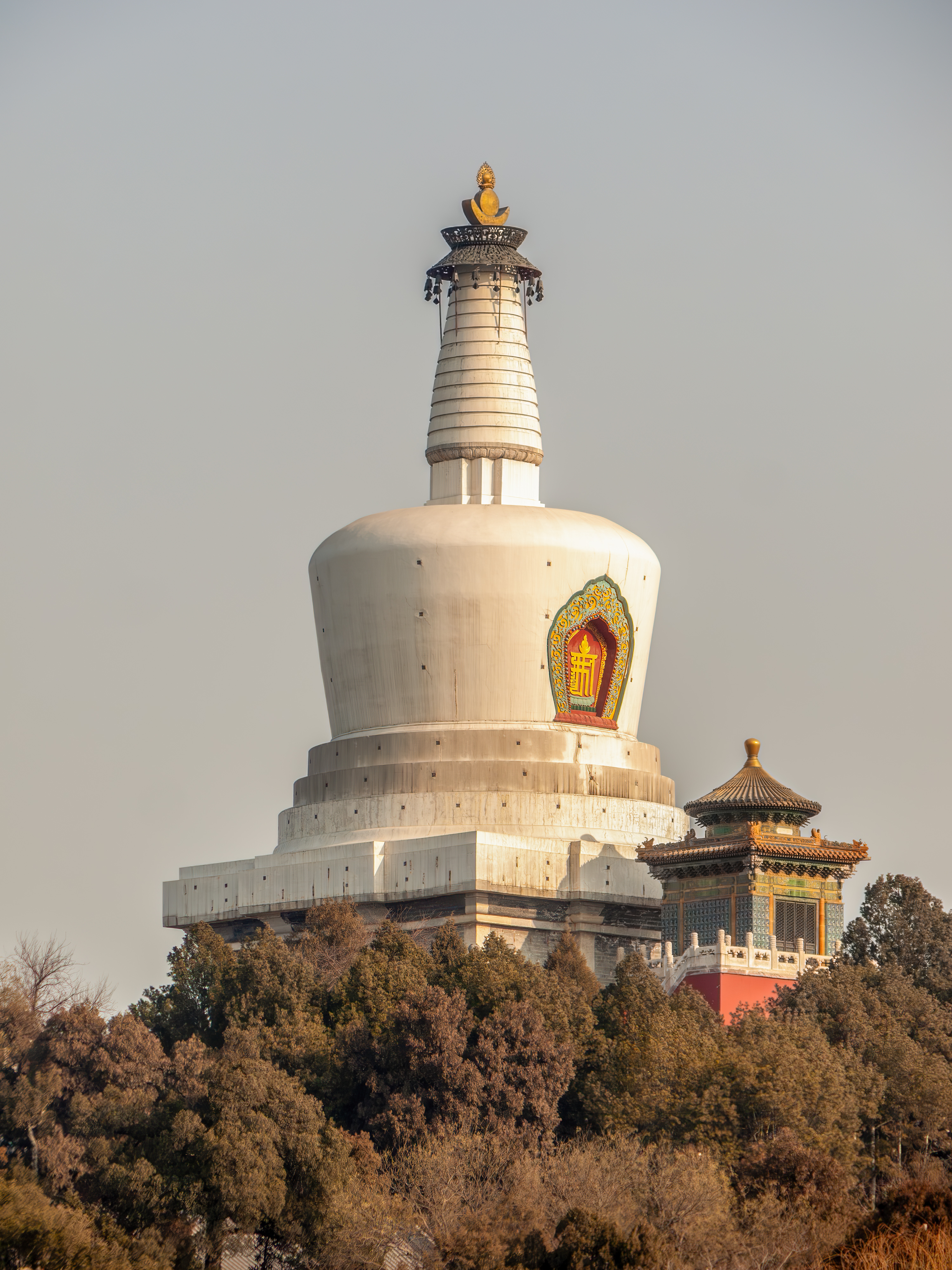
白塔

清顺治八年（1651年）在万寿山上建造了白塔，故山又名白塔山。琼华岛的山坡的南麓以永安寺为主体，有山门、钟鼓楼、法轮殿、正觉殿、普安殿、善因殿等。所有殿宇均为歇山顶，并覆盖了黄、绿、蓝等各色琉璃瓦，从山顶俯瞰下去，色彩斑斓、蔚为壮观。电影《祖国的花朵》中的插曲《让我们荡起双桨》中所指的白塔即为此。
在永安寺的后部、琼华岛的最顶端，矗立着高达35.9米的白塔。它是一座覆钵式塔，外形与妙应寺白塔颇为相似，但更为秀丽。永安寺白塔始建于清顺治八年（1651年），是在原广寒殿旧址的基础上修建起来的。康熙十八年（1679年）和雍正九年（1731年）两次因地震倒塌，后来都进行了重建。塔的基座是十字折角形的高大石砌须弥座，座上置覆钵式塔身。覆钵的正面有壶门式眼光门，内刻“十相自在”图案。塔身上有高大挺拔的塔刹。刹座是一个小型须弥座，其上置由十三重相轮组成的细长“十三天”刹身。十三天之上覆以两层铜制华盖，下层周边悬14个铜铃。塔的顶端是仰月和鎏金火焰宝珠组成的刹顶。
永安寺白塔上置有信炮，据《大清会典》记载起报警的作用，实际上是一个镇物用以补全风水。在每年农历十月二十五日（燃灯节），塔顶到山下都会燃灯，并请喇嘛举行法事，祈求国泰民安。在塔前的高台上还建有一座小殿，名善因殿。殿四周嵌砌琉璃砖制小佛455尊，殿中供千手千眼佛，又称镇海佛，传为镇守北海之用。在永安寺东还有两块石碑，分别是顺治八年（1651年）的《建塔诸臣恭纪碑》和雍正十一年（1731年）的《重修白塔碑》。

白塔周围和岛上的其他地方有着许多玲珑剔透的太湖石，是金朝时从北宋汴京（开封）的艮岳御花园内运来的。永安寺西的悦心殿是皇帝临时理政之所，殿后的庆霄楼为冬日观景的佳处。整个永安寺建筑群从山顶的白塔开始，房屋鳞次栉比，直达岸边的牌坊，再以堆云积翠桥跨过水面，与南面的团城遥相呼应。

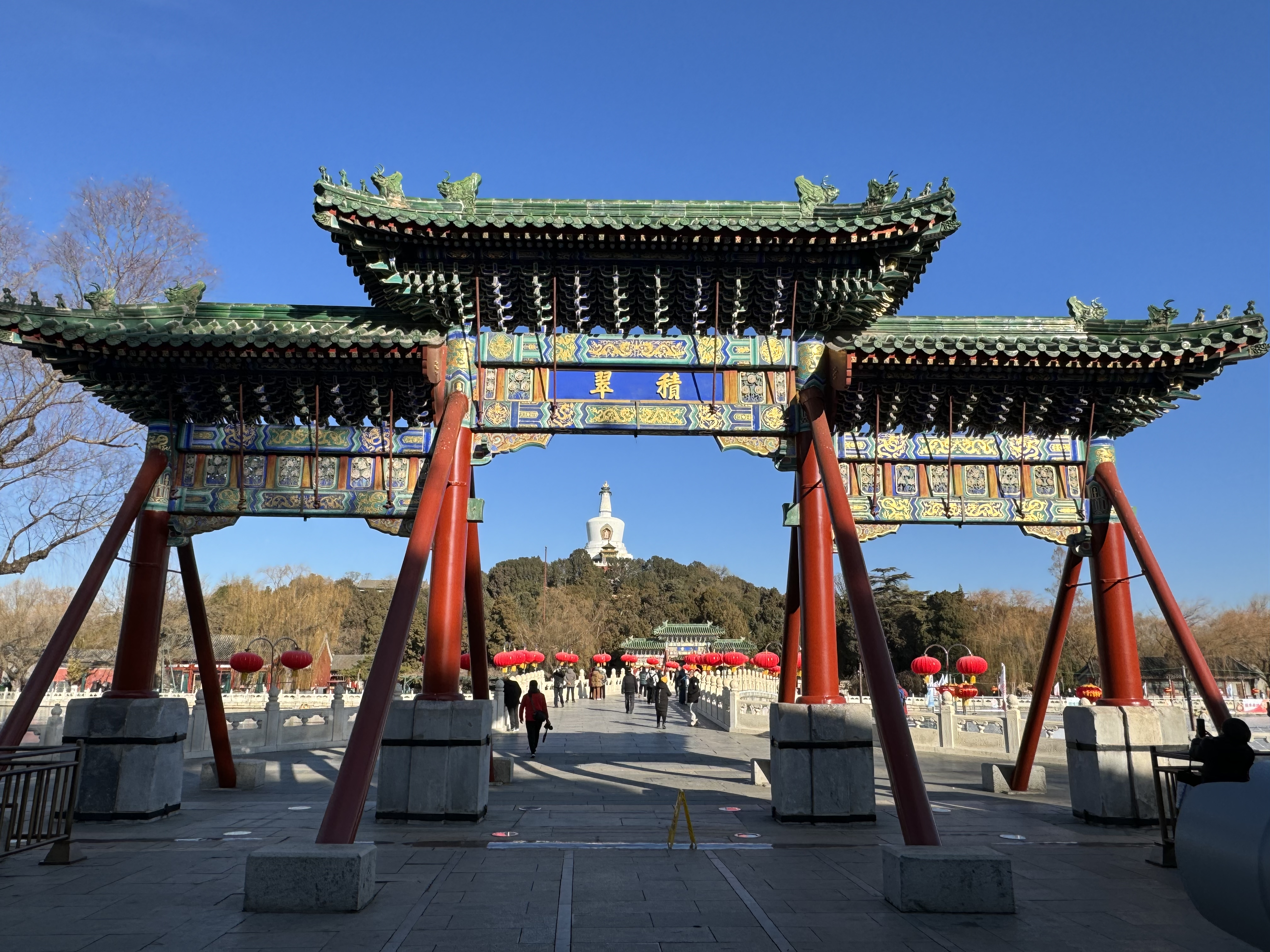
琼华岛和白塔
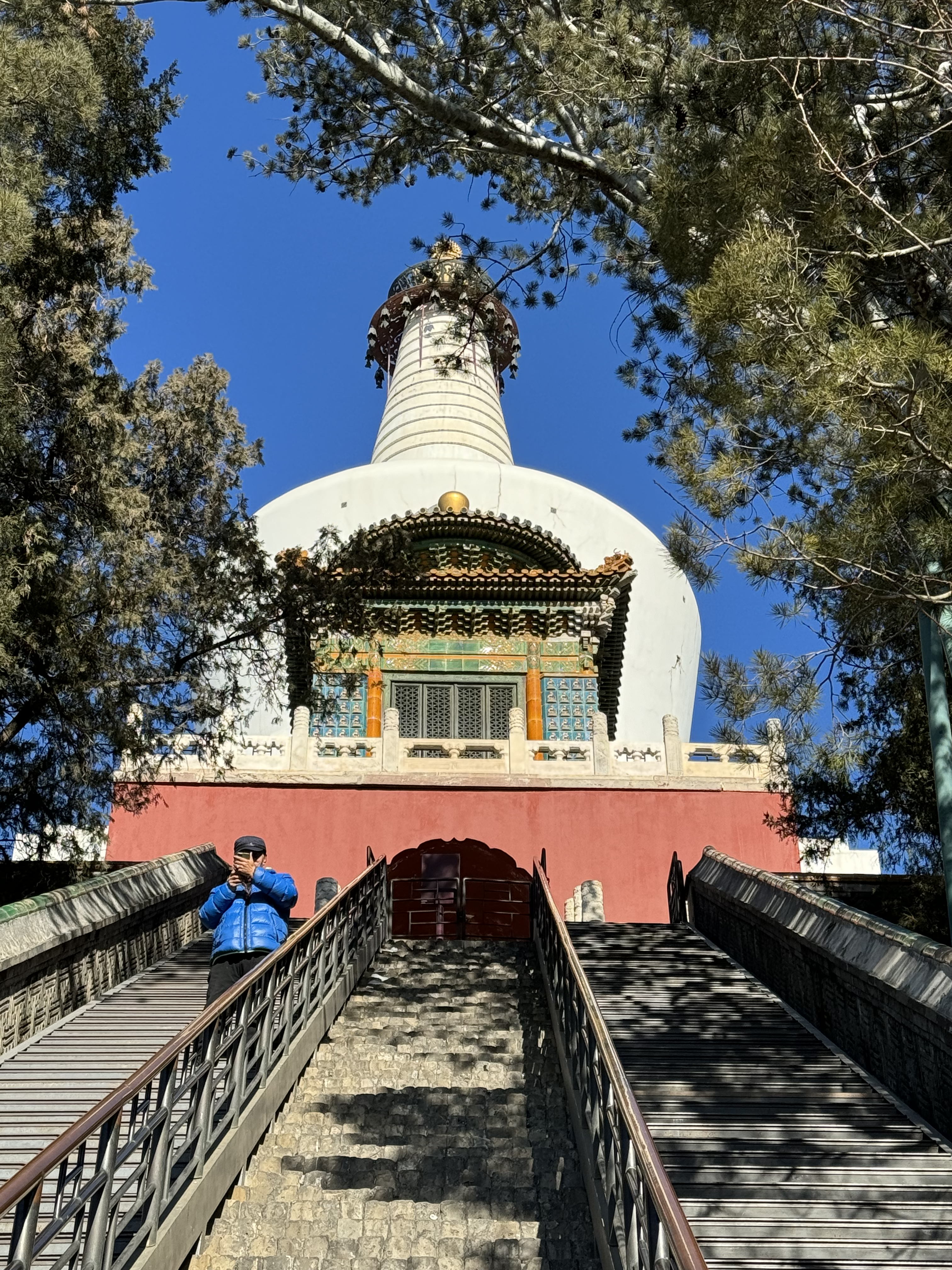
白塔仰视视角
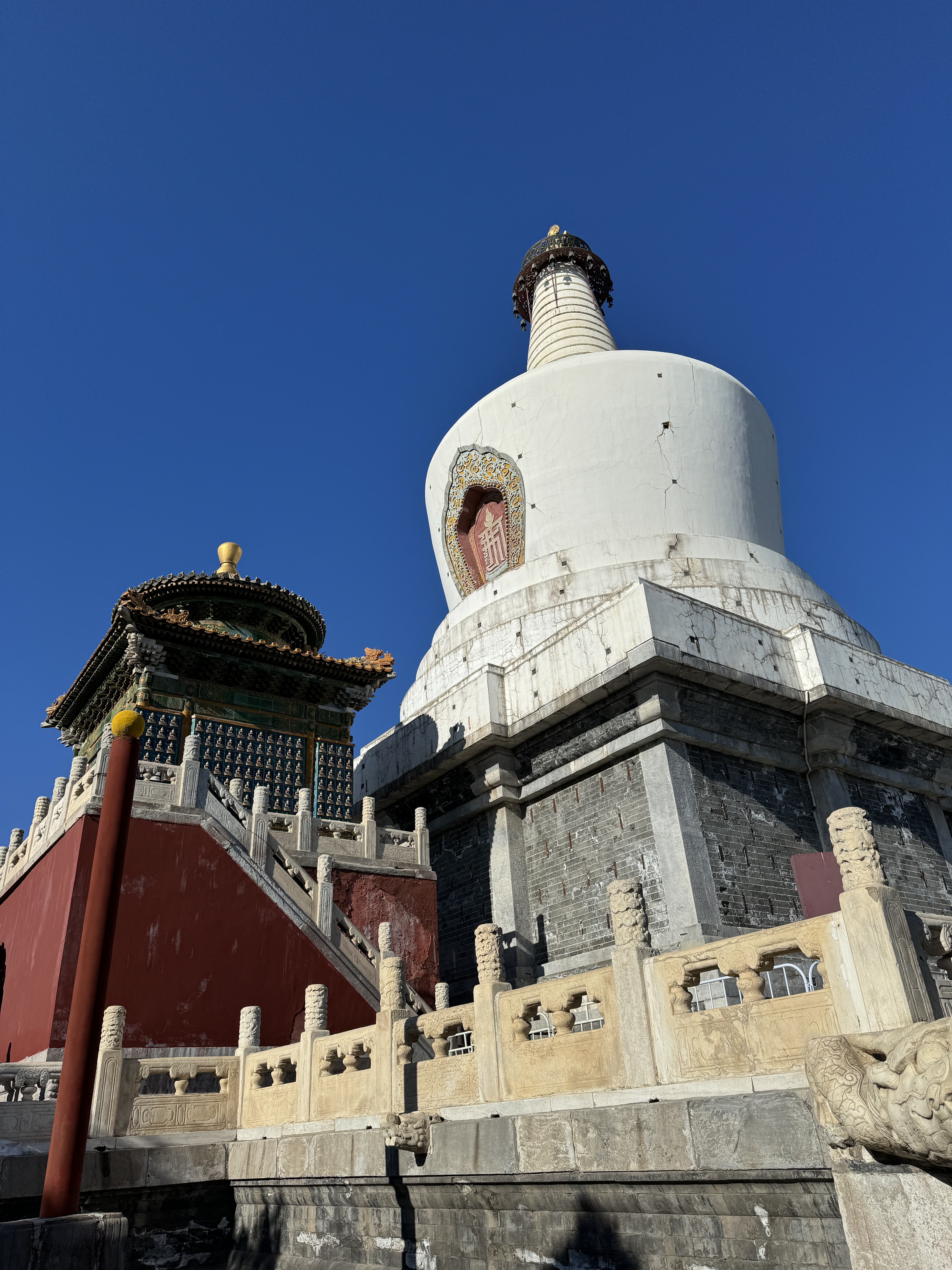
善因殿和白塔
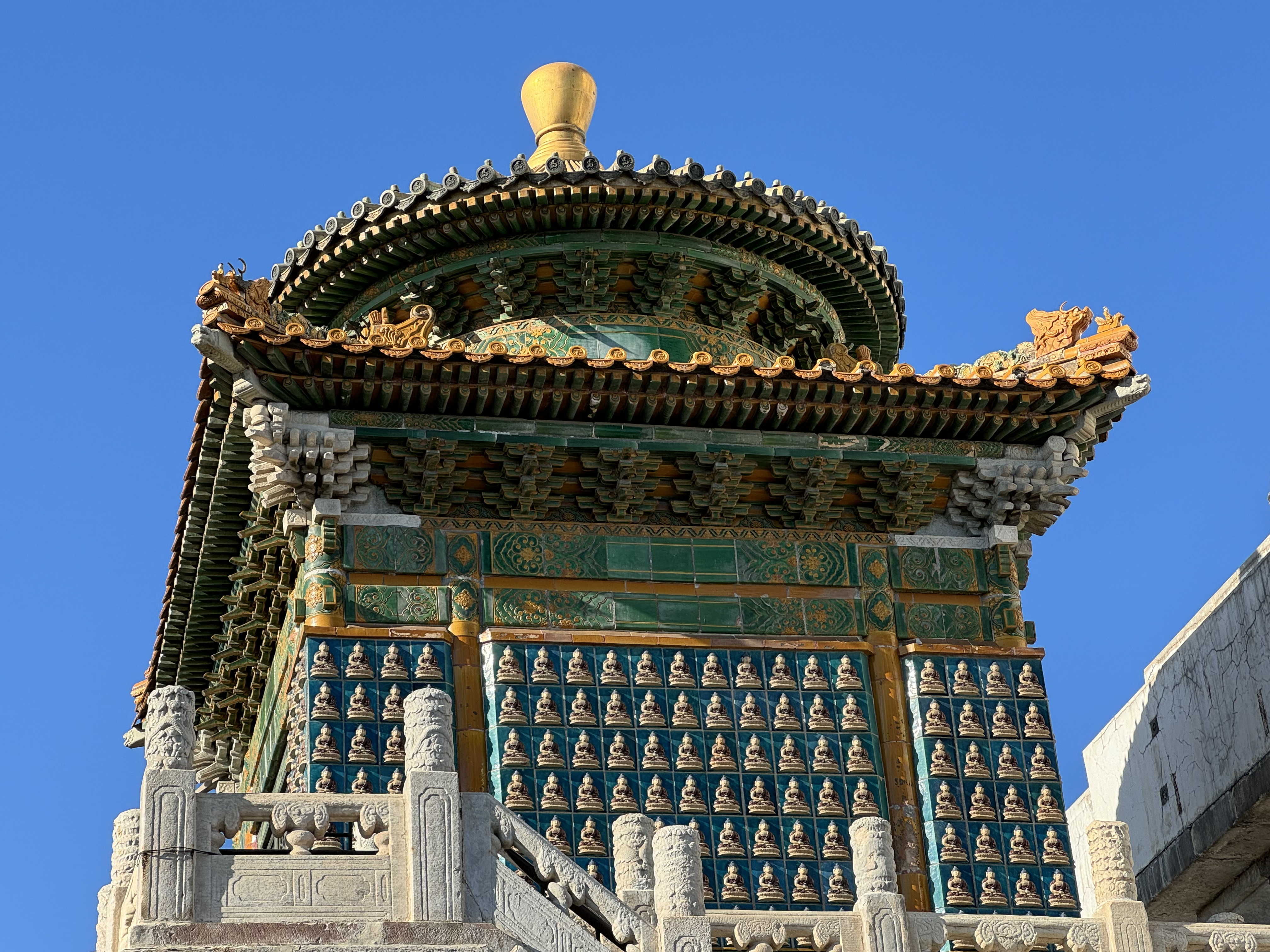
善因殿

### 东岸

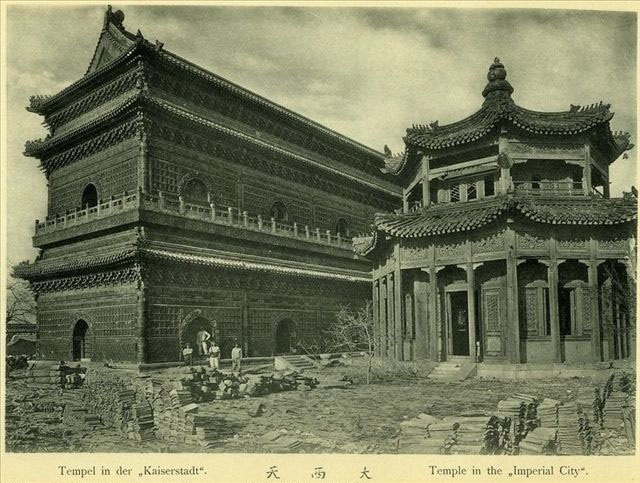
1900年的西天梵境七佛塔亭和琉璃阁

太液池沿岸可以依照地理位置和景致风格划分为东岸景区和北岸景区两部分，东岸和北岸的建筑大都为乾隆时所兴建。东岸自南向北依次有濠濮间、画舫斋、龙王庙和先蚕坛；北岸由东往西依次为静心斋、西天梵境、九龙壁、澄观堂、阐福寺、万佛楼和小西天等。

#### 画舫斋
画舫斋是东岸的主体建筑，又称水殿，坐北朝南，隐藏在土山石林之中。它原为行宫，门前一带是皇帝练箭的地方。门内正中为一方水池，四面廊屋环抱，精巧秀丽，别具一格。在庭院东部还有古槐一株，相传已有千年。

#### 濠濮间
濠濮间是一座三面临水的水榭，以假山等与外界相隔，内部小桥曲折，幽静别致，另成一番天地。

#### 先蚕坛

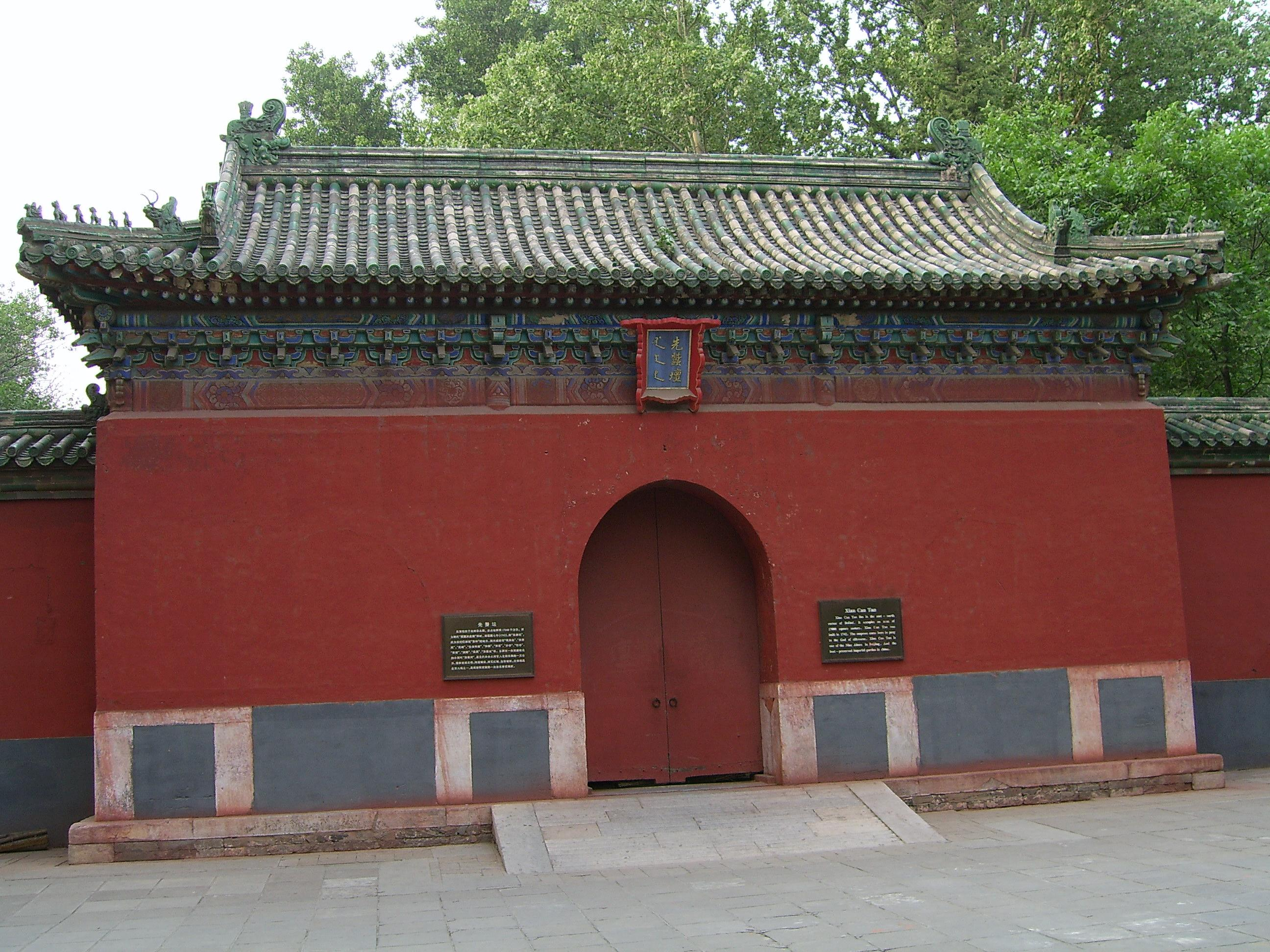
先蚕坛

先蚕坛是明朝雷霆洪应殿的旧址，为北京的九坛八庙之一，现为北海幼儿园所在地。建于乾隆七年（1742年）。现院内种有很多桑树，东面有一条小河，名为“浴蚕河”。
主殿是亲蚕殿。殿内悬挂乾隆御笔的匾额：“葛覃遗意”；并有对联：“视履六宫基化本，授衣万国佐皇猷”。清朝时，每年农历三月的某个吉日，由皇后或她派人来此祭祀蚕神。

### 北岸

#### 静心斋
静心斋原名镜清斋，占地约1公顷，是北岸的主体建筑。这里始建于乾隆二十二年（1757年），为太子读书之处，后来因乾隆帝也常在这里养性，故又称乾隆小花园。它的正门与琼华岛隔水相望，四周有短墙环绕，南面为透孔花墙，可远观岛上的景致。斋内亭台楼阁围绕着荷池构建，四周堆叠太湖石景，颇为壮观。光绪十一年（1885年），慈禧挪用海军军费增修了斋内建筑，将铁路引入北海，在斋门口设立小火车站。1900年车站被八国联军毁坏。1913年静心斋维修后成为北洋政府宴请外国使节的场所。

#### 西天梵境

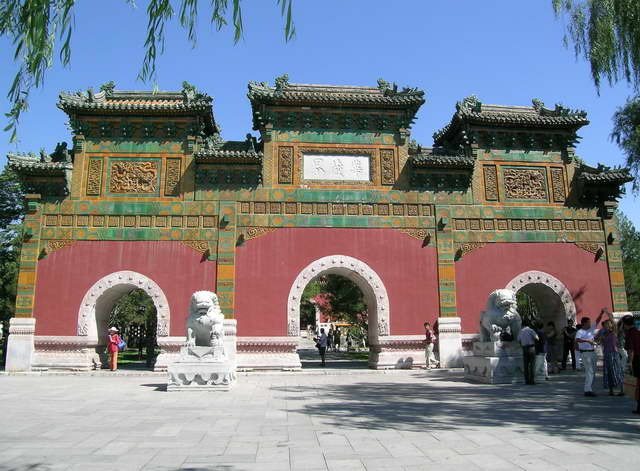
西天梵境前的琉璃牌坊

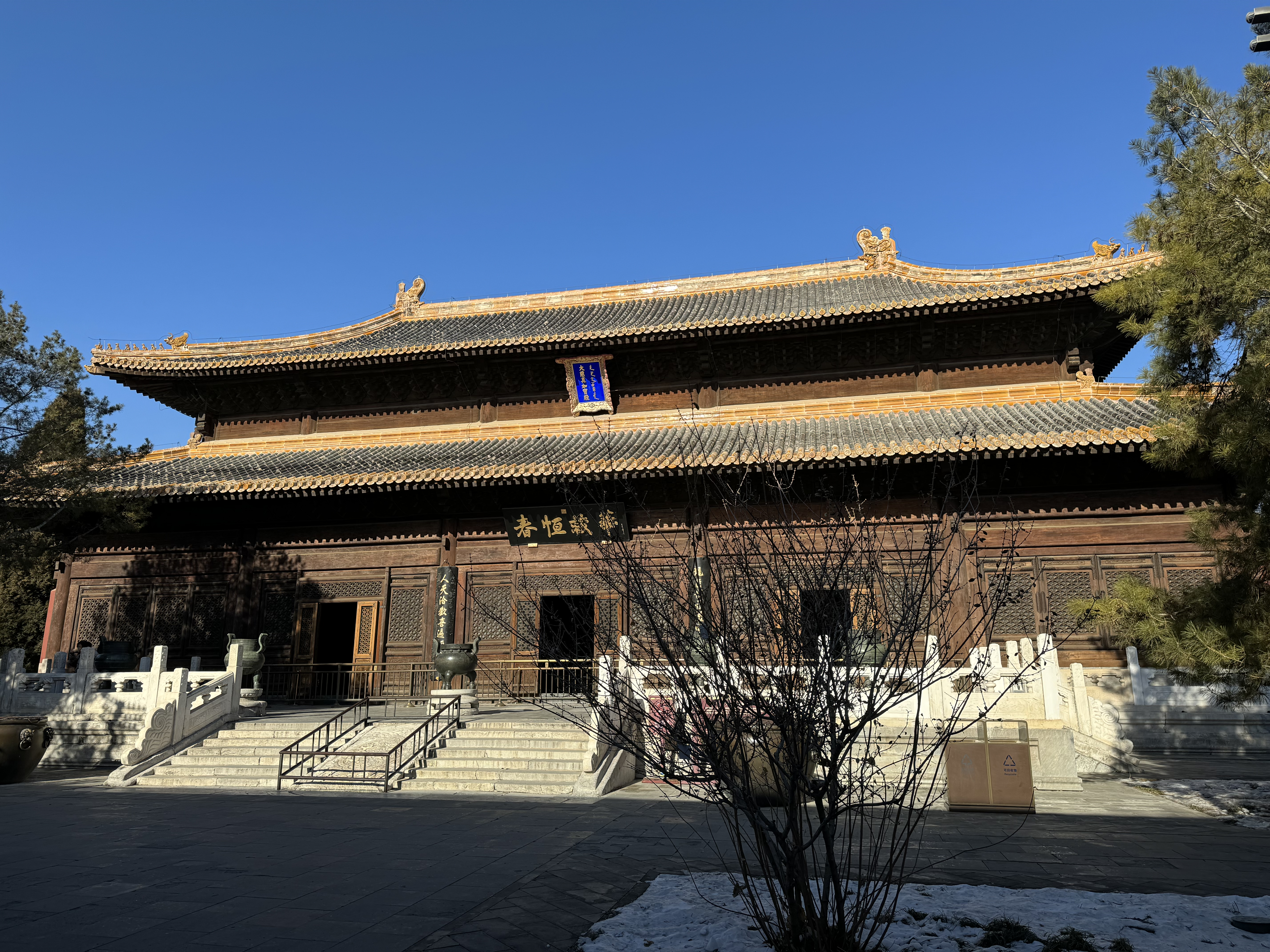
西天梵境大慈真如宝殿

西天梵境原名大西天禅林，建于明代，清乾隆二十四年（1759年）重修后改为今名。山门前有一座精美的琉璃牌坊，门内为天王殿和大慈真如殿，供三世佛和十八罗汉像，殿周围有六十七间回廊环抱。

#### 九龙壁

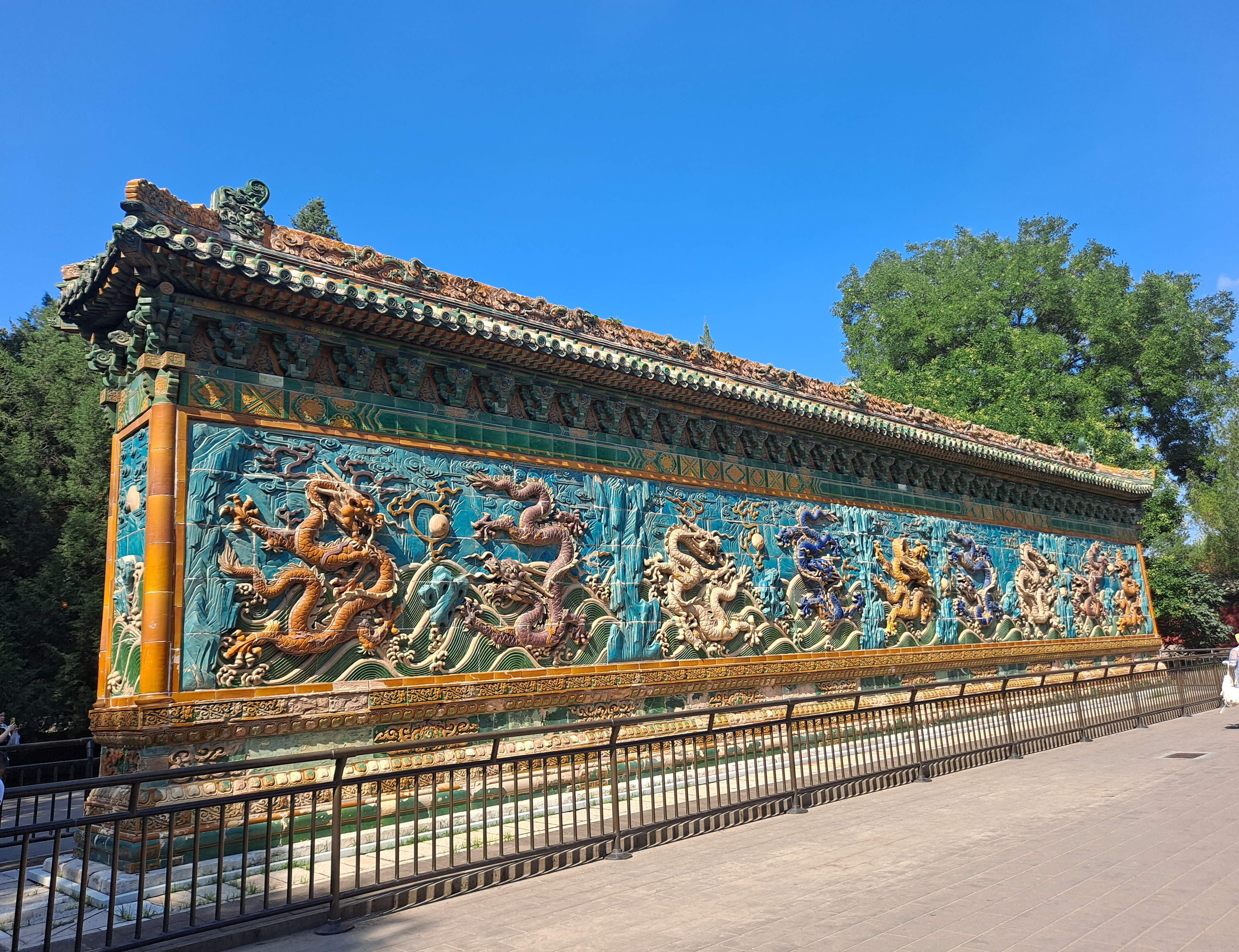
九龙壁

西天梵境的西侧有一块彩色琉璃砖影壁，称作九龙壁，建于乾隆二十一年（1756年）。壁面阔25.86米，高6.65米，厚1.42米，庑殿顶，底为青白玉石台基，上有绿琉璃须弥座。壁面前后各有九条在云雾中翻腾的蛟龙，是由424块预制的七彩琉璃砖拼砌而成的，色彩绚丽，古朴大方。

#### 铁影壁

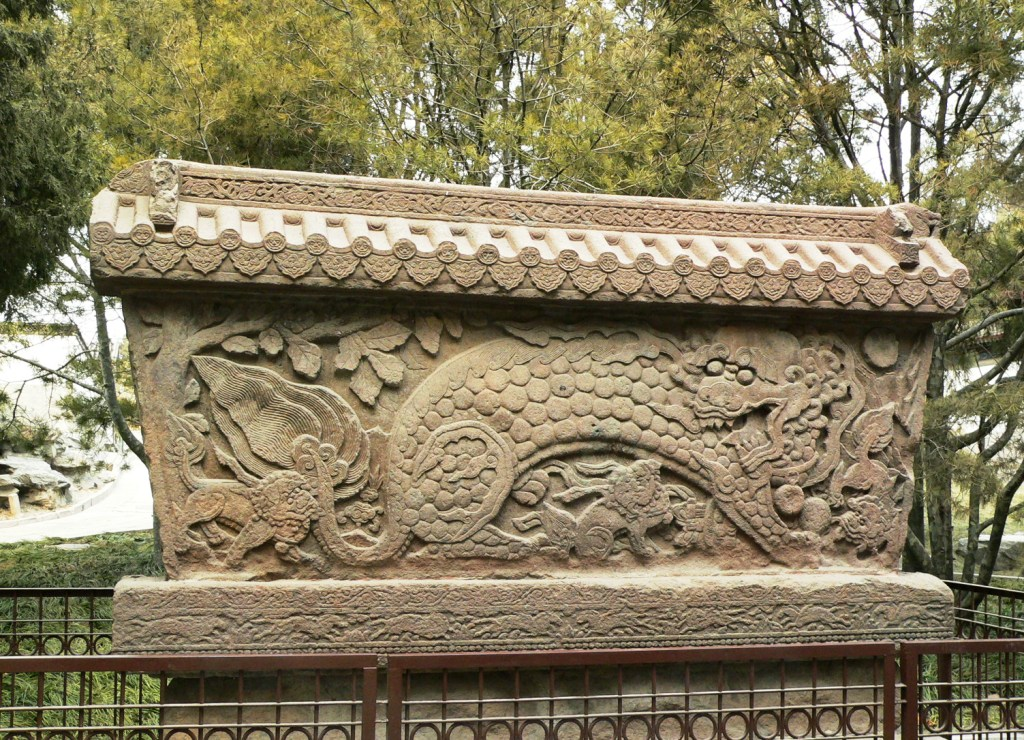
铁影壁

铁影壁位于九龙壁以西的澄观堂前，宽3.6米，高1.9米，壁身由一块中性火成岩雕成，双面雕刻有麒麟和云纹，因色彩和质地像铁，故称铁影壁。铁影壁为元代所造，原为元大都健德门外一古庙前的影壁，明初，由于北京城的北城墙向南移动，因此被移动到德胜门内护国德胜庵前（今铁影壁胡同内）。1947年铁影壁被移至北海公园现在的位置，1986年从铁影壁胡同找回原来的基座，得以复原。两面浮雕云纹、异兽等纹饰，

#### 五龙亭

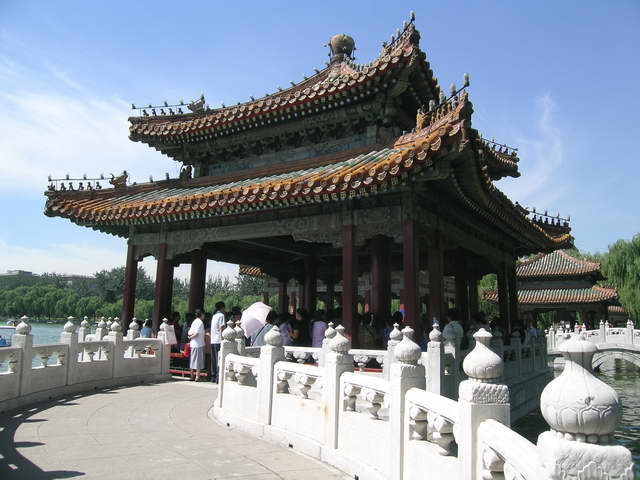
人们在涌端亭里学习手语

五龙亭在北岸的西部，建于明万历三十年（1602年），分别名「龙泽」、「澄祥」、「滋香」、「涌瑞」和「浮翠」。五亭临水而建，均为方亭，亭顶样式左右对称，亭与亭之间用S形平桥连接，龙泽、滋香、浮翠三亭又分别以单孔石桥与岸相连，形态优美，婉若游龙。清乾隆二十八年（1763年）将五亭间的弧形木桥改为石桥，并装上了青石栏板和石柱，这些后于光绪二十六年遭八国联军破坏，1974年照原样重修。
昔日这里是皇后、近臣观景垂钓的地方，现在这五座亭子成为市民自发的娱乐场地，这里有合唱团、手语角、舞蹈表演和民乐演奏等活动，人们以共同的爱好聚集在一起，自娱自乐，成为北海公园的一道活跃的人文风景。

#### 小西天
小西天又叫做极乐世界或观音殿。极乐世界建于乾隆三十三年（1768年），是乾隆为其母孝圣皇太后祝寿祈福而修建的。大殿为方形攒尖顶，四面各有琉璃牌坊一座，四角置方亭，联以矮墙。建筑整体四面环水，意境优雅，气势宏伟，占地面积1246平方米，是世界上最大的方亭式建筑。殿北有乾隆三十五年（1770年）为皇太后祝寿而建的万佛楼，内有一万个金质无量寿佛，1900年全部被八国联军掠走，万佛楼后来也被拆除。

#### 妙相亭
在阐福寺北有一座北海植物园，这里种直着众多珍奇花卉，还经常举办赏花书法展览。植物园的西北角有一座亭阁式塔，命名為妙相亭。

### 团城

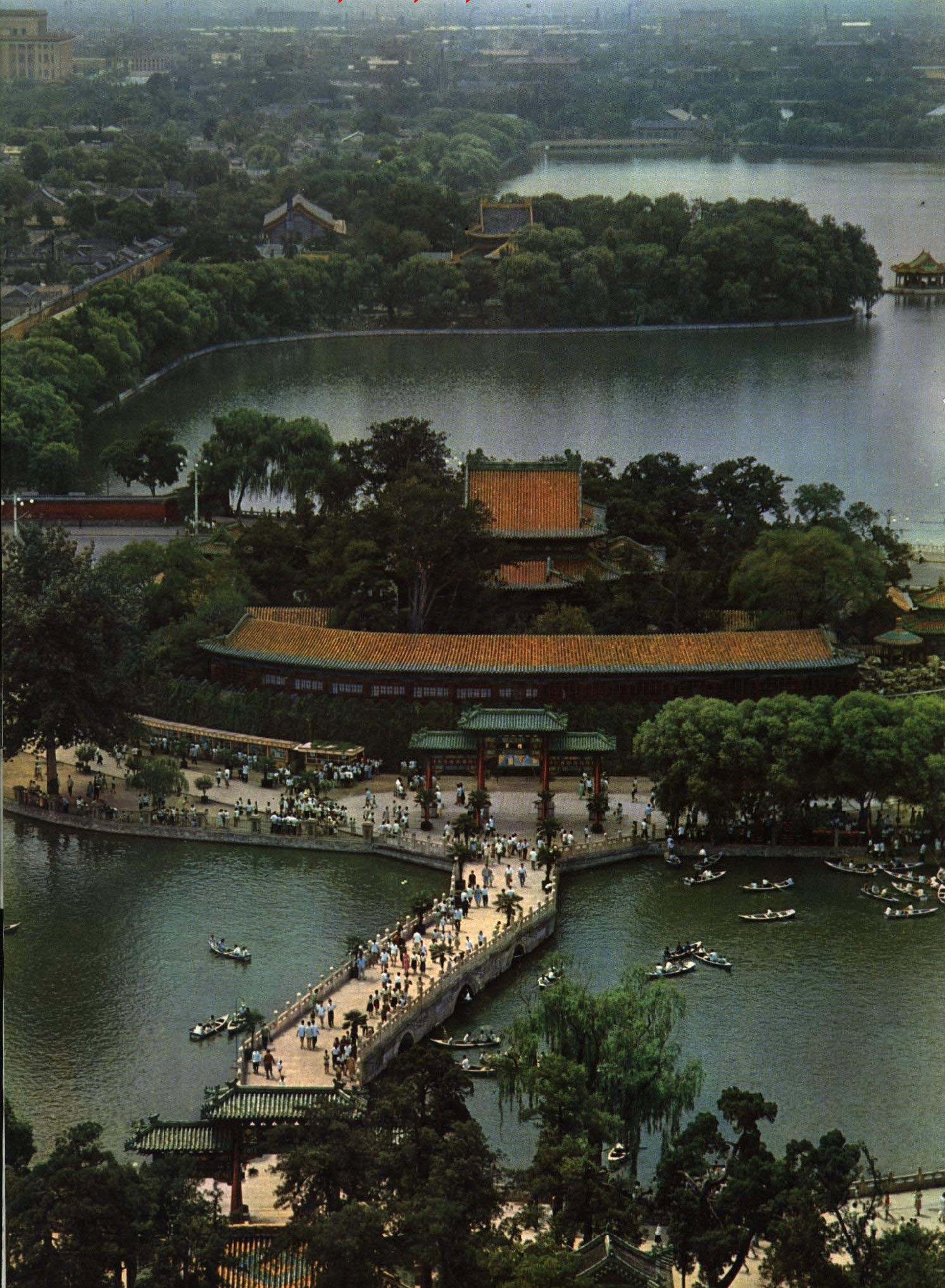
1965年北京团城

团城位于北海的南侧，北海与中海之间，是一座相对独立的小园林。它原是太液池中的小岛，称作圆坻（意为水中的小块地）。金大定三年（1163年）至十九年（1179年），开始在岛上营建宫殿。元代增建了仪天殿，明代重修后改名为承天殿，并将东南两处水面填为平地，四周加筑带雉堞垛口的城墙，形成一座微型城池。清代又修建了玉瓮亭、古籁堂、敬跻堂、余情斋、镜澜亭等屋舍，构成中轴对称的格局。
团城占地4553平方米，城台高出地面约5米。东西两侧的城墙下各开一座门，上建门楼，内有台阶可登城台。位于平台中央的承光殿是城内的主体建筑，始建于元，初为半圆形，康熙二十九年（1690年）重建后平面呈十字形。它的中间部分为方形，面阔进深各三间，四面各出抱厦一间，南面有月台。殿顶为重檐歇山顶，覆黄琉璃筒瓦，色彩绚丽、装饰豪华。

#### 承光殿
承光殿内佛龛中供奉一尊用整块白玉雕成的释迦牟尼坐佛，高1.5米，重约2.5吨，相传是光绪二十年（1894年）明宽和尚从缅甸募化而来献给慈禧太后的。1900年八国联军曾劫掠北海的珍宝古玩，至今玉佛的左臂尚留有当时的刀痕。

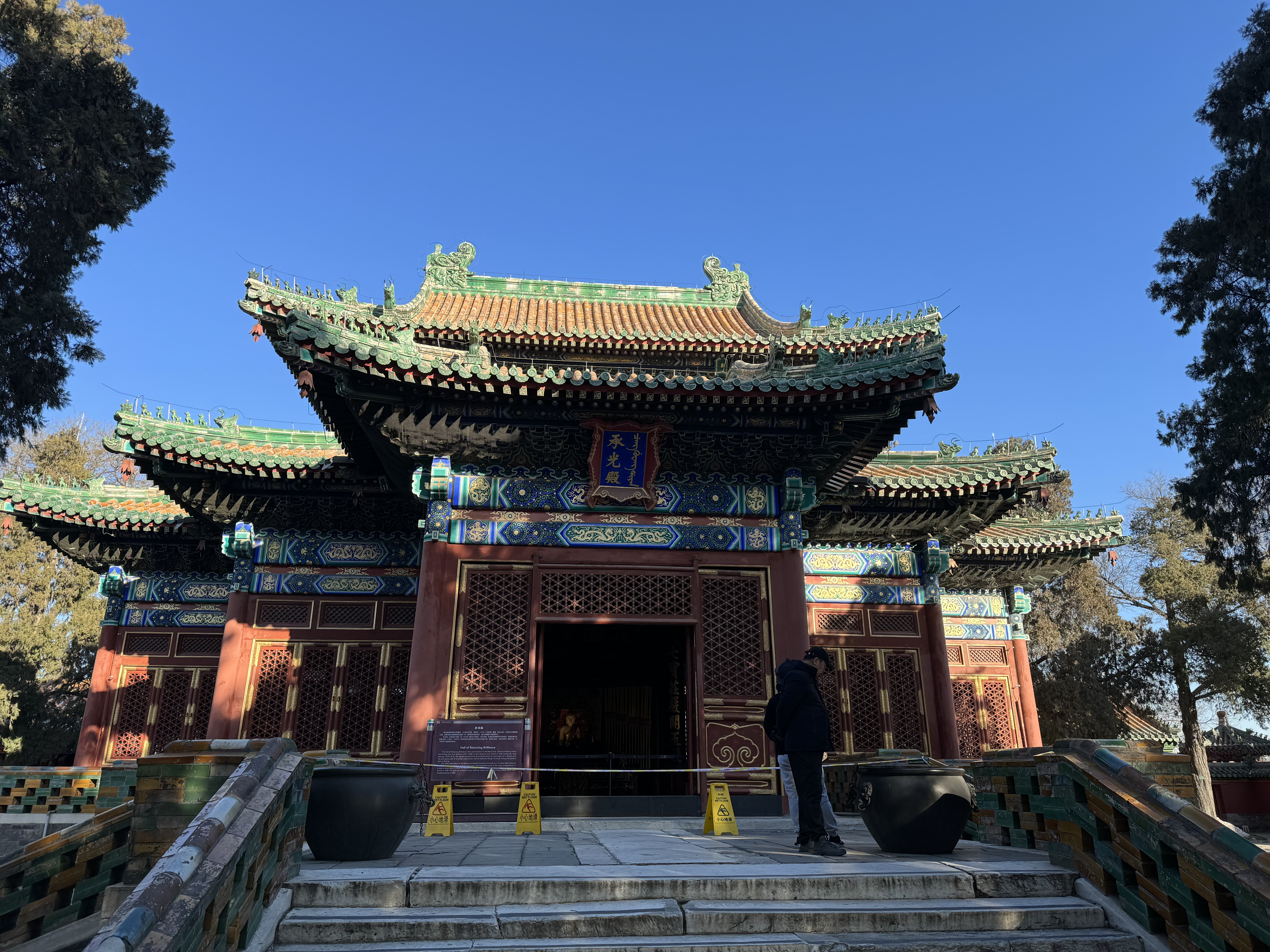
承光殿正面
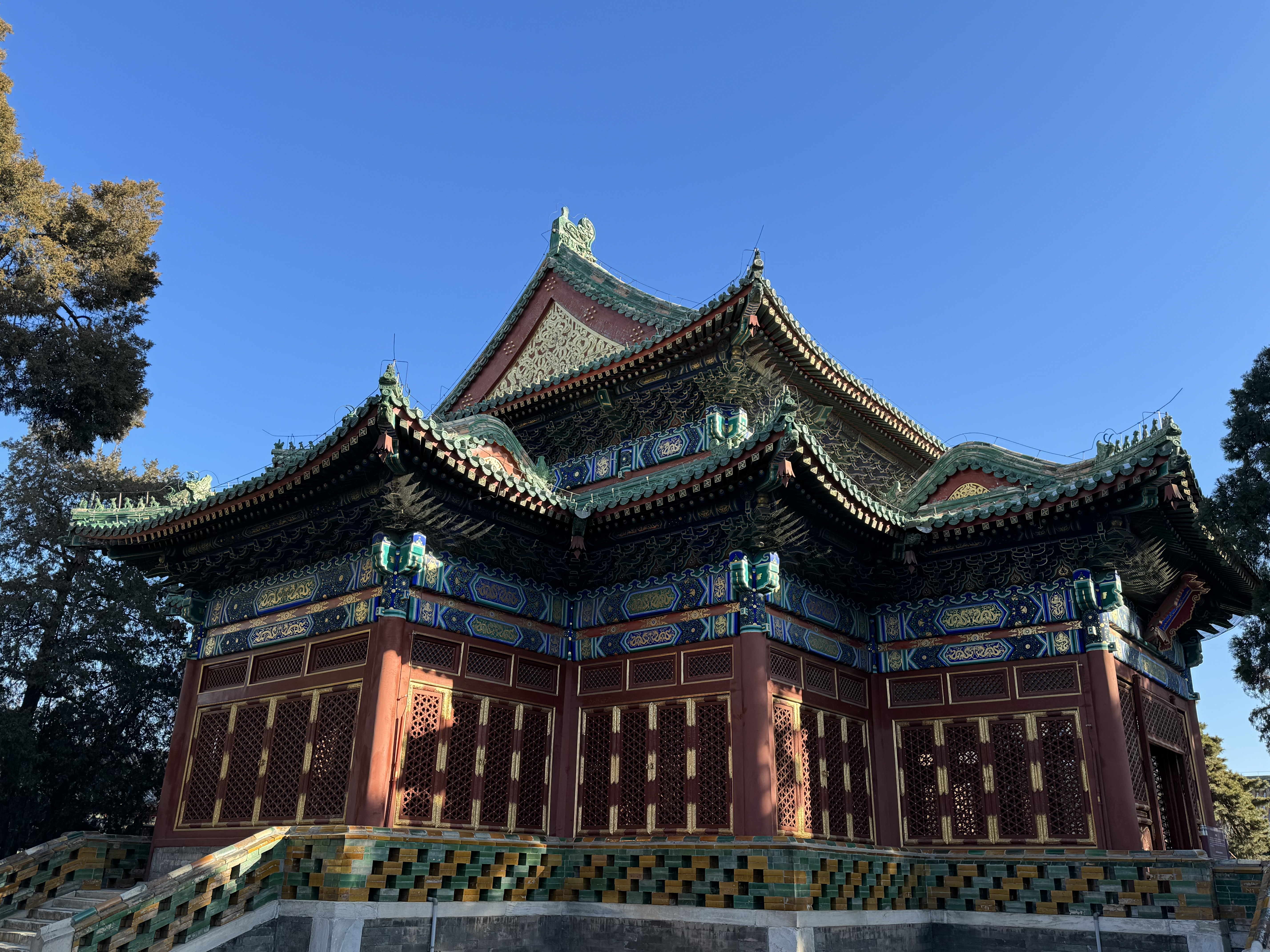
承光殿侧面

#### 玉瓮亭
在殿前有一座玉瓮，名“渎山大玉海”，高0.7米，重约3500公斤，系用整块墨玉雕成，是中国现存形体最大的古代玉器。它的原材重达5吨，元世祖忽必烈下令将其雕为玉海，于元世祖至元二年（1265年）完成，运至大都，放于广寒殿内。大玉海颜色青绿，上雕龙螭象征蒙古汗，羊、鲤鱼、犀牛、海螺、河蚌、蟾蜍、马、兔等在波涛中参拜龙王。
明代末年，广寒殿被烧毁，渎山大玉海流落民间。后被北京西华门外真武庙的道人发现，以为是一个普通石瓮，遂带回作为咸菜缸。清代乾隆帝访得后以重金收购，置于团城建石亭保护，并且还亲笔撰写了两首诗歌铭刻在玉瓮上。
参见：法源寺的大石海

#### 古树
承光殿四周松柏苍郁，不少古树都有数百年的历史，古代帝王曾封以“遮荫侯”、“白袍将军”等官爵。

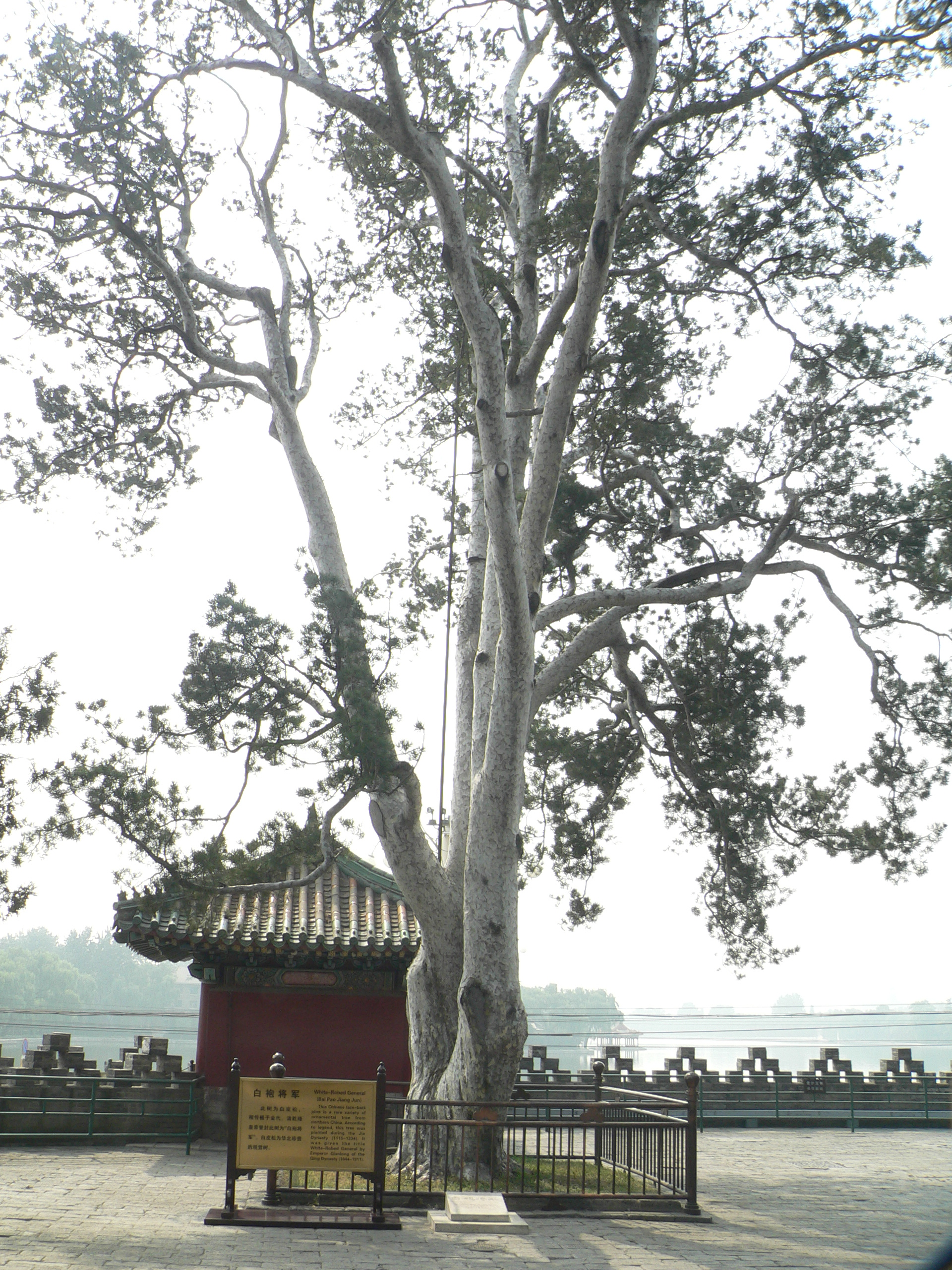
白袍将军
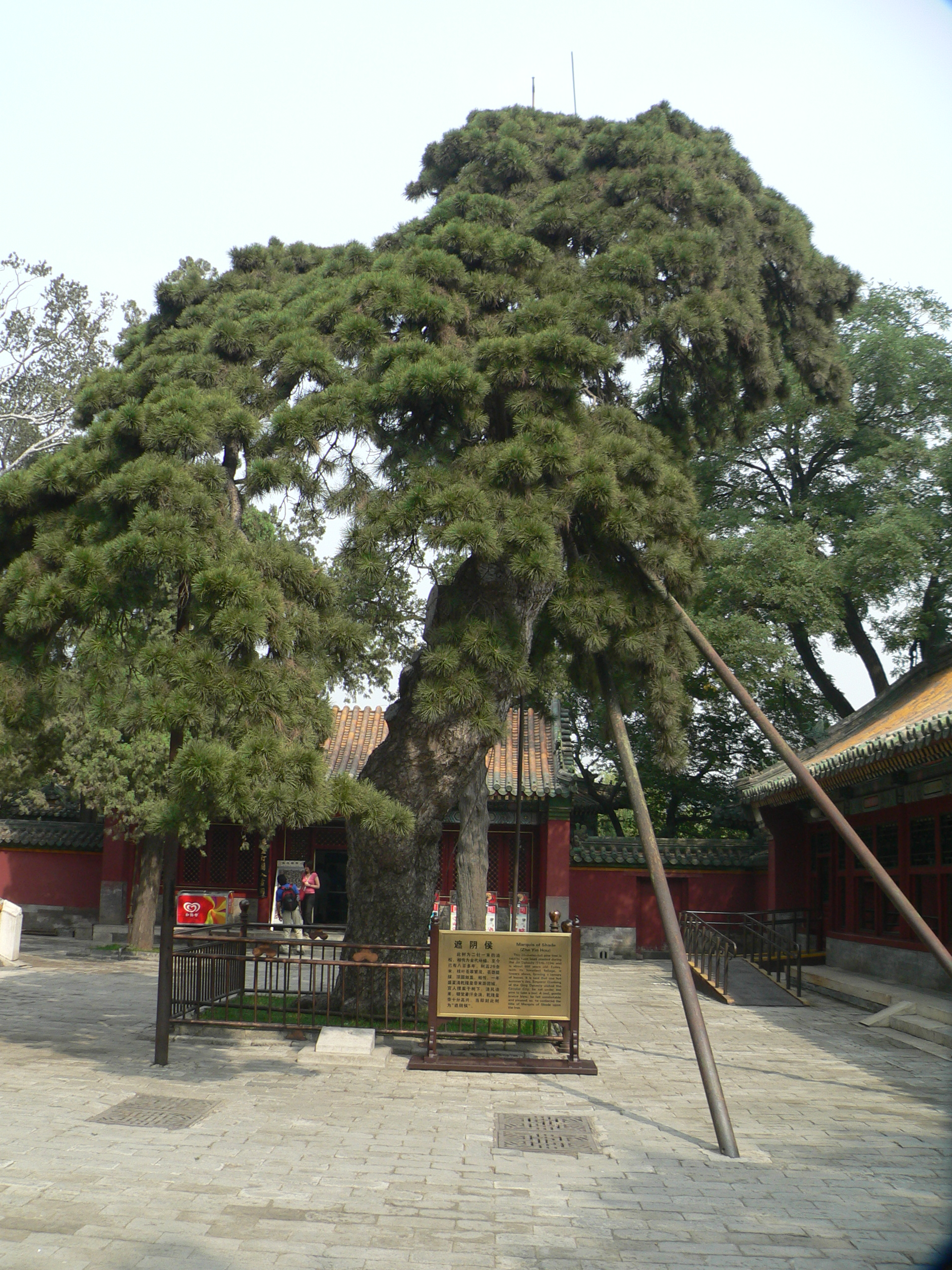
遮荫侯

#### 永安桥

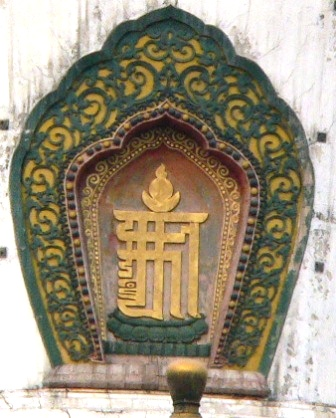
永安寺眼光门上的十相自在

团城以北有曲尺形的永安桥与琼华岛相接。永安桥又名堆云积翠桥，其南侧与团城中轴线相对，北侧与永安寺中轴线相对，因两轴线有交错，故呈曲尺形。桥全长82米，有三孔券洞，面铺条石，坡度平缓，两侧有雕刻精美的栏板望柱。桥的南北各立四柱三间的木牌坊一座，绿瓦红柱，鲜艳夺目。南北牌坊的正间分别题额“积翠”和“堆云”，坊前各立石狮子一对，姿态雄伟。

#### 金鳌玉蝀桥

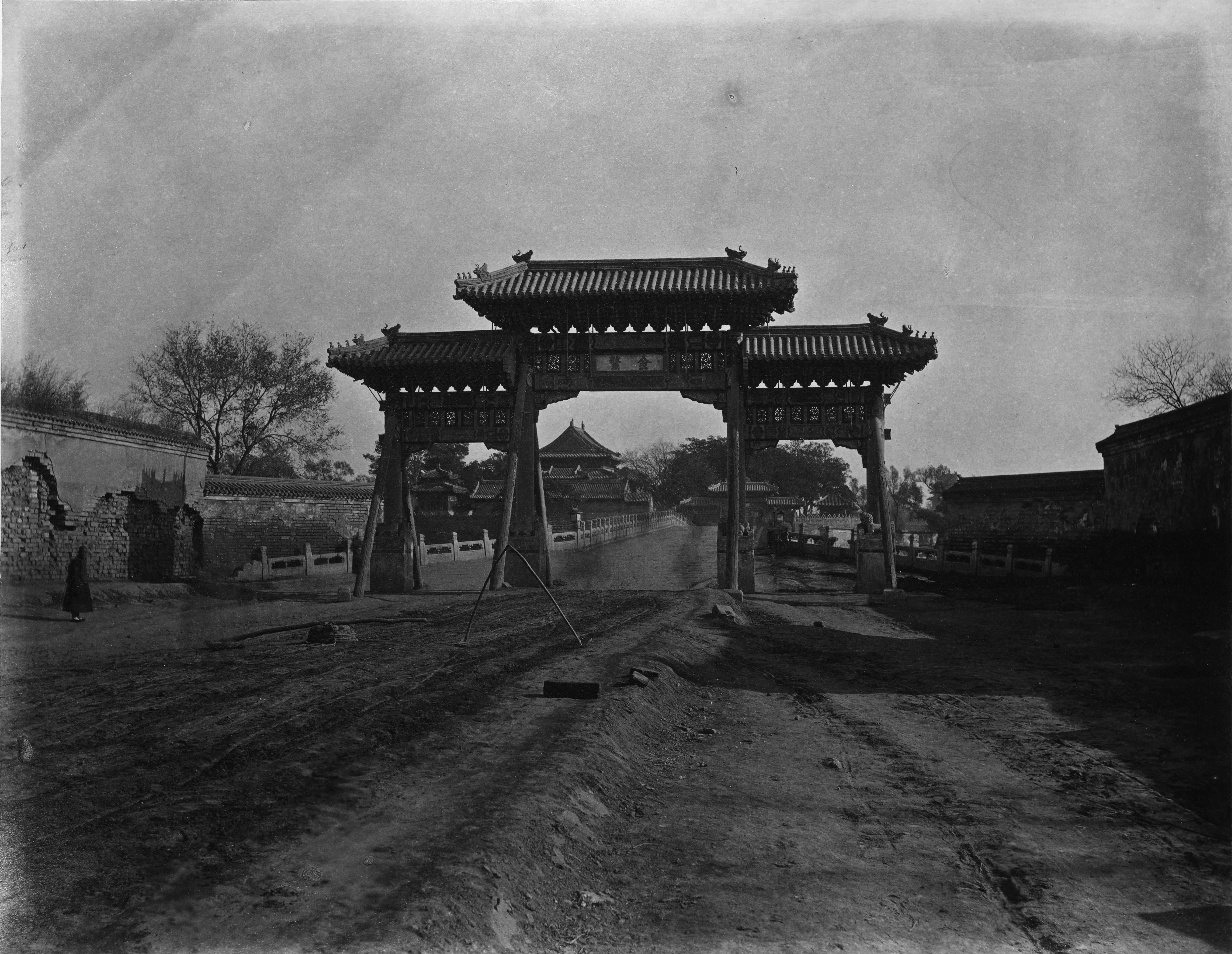
金鰲牌坊，1879年左右

团城西侧的北海与中海之间有汉白玉的金鳌玉蝀桥，俗称北海大桥。桥为七孔拱券式，中心孔券面有浮雕的兽头，桥面原装栏板望柱，整个桥身犹如一条洁白的玉带。
1958年为适应交通进行了改建，桥面从8.5米拓宽至34米，桥身加长为九孔150米。
在桥的东西侧原各有牌坊一座，东名金鳌，西名玉蝀，但都在1958年因修建阜内大街而拆除。

## 文艺创作
- 中国1955年电影《祖国的花朵》插曲《让我们荡起双桨》反映的就是片中少先队员游玩北海公园时的情景[6]。